# Gnomidolon analogum
Gnomidolon analogum es una especie de escarabajo longicornio del género Gnomidolon, categorizada en la tribu Hexoplonini, de la subfamilia Cerambycinae. Fue descrita por Martins en 1967.

## Descripción
Mide 6-11 mm de longitud.

## Distribución
Se distribuye por Brasil.